# Чёрный, как я (фильм, 1964)
«Черный, как я» (англ. Black Like Me) — американский фильм 1964 года режиссёра Карла Лернера по одноимённой документальной книге американского журналиста Джона Говарда Гриффина.

## Сюжет
США, 1960-е годы. Джон Финли Хортон — либеральный белый журналист, который затемняет свое лицо и руки (и в некоторой степени свое тело), используя различные средства, достаточно, чтобы сойти за чернокожего человека, и путешествует в течение нескольких недель по Югу, чтобы собрать материал для репортажа о жизни афроамериканца в обществе, сегрегированном по цвету кожи.

## В ролях
- Джеймс Уитмор — Джон Финли Хортон (прототип — автор книги Джон Гриффин)
- Соррелл Бук — доктор Джексон
- Роско Ли Браун — Кристоф
- Аль Фримен-мл. — Томас Ньюкомб
- Уилл Гир — водитель грузовика
- Роберт Джерринджер — Эд Сондерс
- Клифтон Джеймс — Илай Карр
- Джон Марриотт — Ходжес
- Тельма Оливер — Джорджи
- Ленка Питерсон — Люси Хортон
- Ричард Уорд — Берт Уилсон

## Критика
Критика неоднозначно приняла фильм, Босли Кроузер из «Нью-Йорк Таймс» описал фильм как «мелодраматичный и грубый», заметив, что фильму не удалось поместить зрителя в шкуру афроамериканца и убедить аудиторию в том, что главный герой «действительно похож на чёрного».